# Deoksykortykosteron
Deoksykortykosteron (łac. Desoxycortonum; daw. dezoksykortykosteron; DOC) – hormon produkowany przez korę nadnerczy, odpowiedzialny za zatrzymywanie w organizmie wody i sodu oraz wydalanie potasu (resorpcja w proksymalnych i dystalnych odcinkach kanalików krętych w nefronie). Jest powszechnie stosowany w lecznictwie.